# Politerapia
Politerapia, leczenie skojarzone, terapia skojarzona – kuracja więcej niż jedną metodą w tym samym czasie, najczęściej dwoma lub kilkoma środkami farmakologicznymi. 
Leczenie może dotyczyć jednej choroby lub kilku chorób jednocześnie. Może to być kilka leków o różnym działaniu lub jeden preparat zawierający w sobie kilka różnych, ale dobranych właściwie do leczonej choroby, substancji czynnych. Skład substancji tworzących, na przykład, tabletkę złożoną jest tak dobrany, aby ich efekt leczniczy uzupełniał się, ale nie wchodziły one z sobą w istotne interakcje ani nie działały przeciwstawnie.
Politerapia wymaga znajomości mechanizmów działania leków, ich farmakokinetyki, działań niepożądanych i interakcji między nimi. Wybór leków do terapii skojarzonej jest determinowany przez stan zdrowia pacjenta i choroby współistniejące.
Przykłady popularnych połączeń lekowych (preparatów złożonych):
- paracetamol, pseudoefedryna i dekstrometorfan (np. Gripex)
- paracetamol, fenylefryna, witamina C (np. Gripex HotActiv, Coldrex, Febrisan)
- paracetamol, witamina C, feniramina (np. Fervex)
- aspiryna, witamina C (np. Aspirin-C, Upsarin C)
- ibuprofen, pseudoefedryna (np. Ibuprom zatoki, Modafen, Nurofen Antigrip)